# Distretto di Tambul-Nebilyer
Il distretto di Tambul-Nebilyer, in inglese Tambul-Nebilyer District, è un distretto della Papua Nuova Guinea appartenente alla Provincia degli Altopiani Occidentali. Ha una superficie di 1.824 km² e 59.000 abitanti (stima nel 2000)